# Теле Сахель
Télé Sahel — национальная телекомпания и телеканал Нигера, принадлежащий Управлению радиовещания и телевидения страны и основанный в 1964 год. Нынешний генеральный директор — Мусса Салей. Компания финансово зависит от правительства, частично за счёт дополнительных счетов за электроэнергию и за счёт прямых субсидий. Высший совет по коммуникациям также имеет фонд поддержки частных вещателей, хотя его платежи критикуются как политические и нерегулярные. В 2023 году во время военного переворота в Нигере, канал транслировал объявление хунты о свержении Мохамеда Базума.

## Программы
В эфире телеканала транслируются разнообразные программы, отвечающие интересам и потребностям населения Нигера, такие как развлекательные и игровые шоу, в том числе драмы и ситкомы. Новости являются важным компонентом, обеспечивающим освещение местных, национальных и международных событий. Трансляция новостей на местных языках (например, хауса и зарма) способствуют распространению информации по всей стране.
Канал также отдаёт приоритет культурному и образовательному содержанию и культурным программам. Культурные программы демонстрируют традиционную музыку, танцы и формы искусства. Образовательные программы охватывают такие предметы, как здравоохранение, сельское хозяйство и социальные вопросы, с целью информирования, расширения прав и возможностей населения.
Télé Sahel доступен для зрителей по всему Нигеру через наземное и спутниковое вещание и является одним из самых популярных телеканалов в стране.